# Dmitri Sennikov
Dmitri Sennikov (Leningrad, 24 juni 1976) is een Russisch voetballer. De verdediger begon zijn carrière bij Lokomotiv Sint-Petersburg om daarna via CSKA Moskou, Sjinnik Jaroslavl en Roebin Kazan naar Lokomotiv Moskou te gaan, waar hij sinds 2000 speelt.

## Statistieken
| seizoen      | club                      | land    | competitie   | wed. | goals |
| ------------ | ------------------------- | ------- | ------------ | ---- | ----- |
| 1996/1997    | Lokomotiv Sint-Petersburg | Rusland | Premjer-Liga | 76   | 9     |
| 1998         | CSKA Moskou               | Rusland | Premjer-Liga | 7    | 0     |
| 1998         | Sjinnik Jaroslavl         | Rusland | Premjer-Liga | 9    | 0     |
| 1999         | Roebin Kazan              | Rusland | Premjer-Liga | 41   | 6     |
| 2000 - heden | Lokomotiv Moskou          | Rusland | Premjer-Liga | 182  | 5     |
| Bijgewerkt   | 01-07-2009                |         |              |      |       |

1 Nigmatoellin ·
2 Kovtoen ·
3 Nikiforov ·
4 Smertin ·
5 Solomatin ·
6 Semsjov ·
7 Onopko  ·
8 Karpin ·
9 Titov ·
10 Mostovoj ·
11 Bjestsjastnik ·
12 Tsjertsjesov ·
13 Dajev ·
14 Tsjoegajnov ·
15 Alenitsjev ·
16 Kerzjakov ·
17 Semak ·
18 Sennikov ·
19 Pimenov ·
20 Izmailov ·
21 Chochlov ·
22 Sytsjov ·
23 Filimonov ·
Coach: Romantsev
1 Ovtsjinnikov ·
2 Radimov ·
3 Sytsjov ·
4 Smertin  ·
5 Karjaka ·
6 Semsjov ·
7 Izmailov ·
8 Goesev ·
9 Boelykin ·
10 Mostovoj ·
11 Kerzjakov ·
12 Malafejev ·
13 Sjaronov ·
14 Anjoekov ·
15 Alenitsjev ·
16 Jevsejev ·
17 Sennikov ·
18 Kirisjenko ·
19 Bystrov ·
20 Loskov ·
21 Boegajev ·
22 Aldonin ·
23 Akinfejev ·
Coach: Jartsev